# 563 v. Chr.
Portal Geschichte | Portal Biografien | Aktuelle Ereignisse | Jahreskalender | Tagesartikel

◄ |
7. Jahrhundert v. Chr. |
6. Jahrhundert v. Chr. |
5. Jahrhundert v. Chr. |
►

◄ | 580er v. Chr. | 570er v. Chr. | 560er v. Chr. | 550er v. Chr. |
540er v. Chr. |
►

◄◄ | ◄ | 566 v. Chr. | 565 v. Chr. | 564 v. Chr. | 563 v. Chr. |
562 v. Chr. |
561 v. Chr. |
560 v. Chr. |
► |
►►

## Ereignisse
- Im babylonischen Kalender fällt das babylonische Neujahr des 1. Nisannu auf den 22.–23. März[1], der Vollmond im Nisannu auf den 11.–12. April[1] und der 1. Tašritu auf den 16.–17. September[1].[2]
- Mondfinsternis vom 5./6. September 563 v. Chr.